# Giacomo Di Napoli
Giacomo Di Napoli (Prato, 20 gennaio 2002 – Castel Viscardo, 11 luglio 2022) è stato un aviatore e nuotatore italiano.

## Biografia
Nato a Prato il 20 gennaio 2002, Giacomo Di Napoli vivrà la maggior parte della sua vita ad Agliana, in provincia di Pistoia. Appassionato sin da bambino di aviazione, equitazione e nuoto, oltre a dedicarsi all'agonismo in quest'ultima disciplina consegue a soli 16 anni, la licenza di Pilota di Volo a Vela e successivamente l’abilitazione acrobatica al Centro Nazionale di Alta Acrobazia in Aliante di Castel Viscardo.
Dopo l’iscrizione alla FAI (Federazione Aeronautica Internazionale), a 17 anni consegue gli Attestati di Volo da Diporto Sportivo sia per aeromobili ad ala fissa, addestrandosi su un Tecnam P92, che per aeromobili ad ala rotante, addestrandosi su un elicottero Robinson R22, entrambi presso l’A.S.D. I Pinguini di Quarrata. In questo modo consegue il primato, un anno prima di divenire maggiorenne, di più giovane pluri-pilota di tutti i tempi nella storia del Volo Sportivo.
A seguito di questo risultato, il suo allenatore di nuoto - Ulrico Hoffman della Società Nuoto CO.GI.S - lo soprannomina Nuotatore Volante, un appellativo che fa suo e che viene ereditato dalla associazione a lui intitolata.
Completa gli studi della scuola secondaria superiore con un anno di anticipo nel 2019 presso il Liceo Petrocchi di Quarrata, e si iscrive presso l'Università degli Studi Marconi di Roma alla facoltà di Psicologia, che gli attribuirà il 31 agosto 2022 la laurea alla memoria. Durante gli studi universitari, consegue un master in Master in PNL (Programmazione Neuro Linguistica) Comunicazione & Marketing.
Dopo essersi aggiudicato per due volte il titolo di Vice-Campione nei Campionati Italiani di Volo Acrobatico in Aliante, nel 2019 per la categoria Promozione e nel 2020 per la categoria Intermedia, si diploma Campione Italiano per la categoria Intermedia nel 2021. I grandi risultati ottenuti nel corso degli anni non si fondano solo su intensi allenamenti fisici, ma anche su un corretto approccio emotivo e mentale: respirazione e concentrazione rappresentano per lui caratteristiche fondamentali da sviluppare, implementare e approfondire grazie anche a specifici corsi intensivi fatti con professionisti del settore.
Convocato ai Campionati Mondiali di Acrobazia in Aliante per l'anno 2022 che si svolgeranno dal 17 al 27 Agosto ad Issoudun in Francia, durante uno stage con la Nazionale Italiana di Volo Acrobatico in Aliante in preparazione ai suddetti Campionati Mondiali perde la vita in un incidente durante un allenamento dell'11 luglio alle 18:05.

## L'associazione Giak Nuotatore Volante
Il 4 agosto 2022 i genitori dell'atleta fondano l'associazione "Giak Nuotatore Volante", costituita al fine di promulgare i valori di cui Giacomo si era sempre fatto ambasciatore. Prendendo spunto proprio dalle passioni del giovane aviatore, l'associazione ha finanziato e realizzato numerosi progetti in ambito sociale.

## Opere sulla vita
- Libro, Io sono Giacomo - edito dall'associazione "Giak Nuotatore Volante"
- Docufilm, Giak Nuotatore Volante, Preludio di un Campione - di Lorenzo Enrico Gori, Marta Quilici, Andrea Ceccherelli e Alessio Gioffredi

## Record nazionali
- Pluri-pilota più giovane (Aliante acrobatico, aeromobile ala fissa, aeromobile ad ala rotante) (2019)

## Progressione

### Volo acrobatico in aliante
| Stagione | Punteggio | Luogo           | Data                     |
| -------- | --------- | --------------- | ------------------------ |
| 2019     | 72.528%   | Castel Viscardo | 3 - 4 Maggio             |
| 2020     | 74.620%   | Castel Viscardo | 11 - 13 Settembre        |
| 2020     | 78.526%   | Castel Viscardo | 25 - 27 Settembre        |
| 2021     | 79.201%   | Castel Viscardo | 24 Settembre - 3 Ottobre |
| 2022     | 83.441%   | Castel Viscardo | 11 - 17 Giugno           |

## Palmarès
| Anno | Manifestazione                                    | Sede            | Evento                               | Risultato | Prestazione | Prestazione (%) |
| ---- | ------------------------------------------------- | --------------- | ------------------------------------ | --------- | ----------- | --------------- |
| 2019 | Campionato italiano di volo acrobatico in aliante | Castel Viscardo | Campionato - Cat. Promozione         | Argento   | 703,52      | 72.528%         |
| 2020 | Campionato italiano di volo acrobatico in aliante | Castel Viscardo | Campionato - Cat. Intermedia         | Argento   | 1036,54     | 78.526%         |
| 2021 | Campionato italiano di volo acrobatico in aliante | Castel Viscardo | Campionato - Cat. Intermedia         | Oro       | 1298,90     | 79,201%         |
| 2022 | Campionato italiano di volo acrobatico in aliante | Castel Viscardo | Trofeo Volo Artistico "R. Gamberini" | Bronzo    | 3671,42     | 83.441%         |

## Campionati nazionali
- Campionato Italiano di Acrobazia in Aliante - 2019
- Campionato Italiano di Acrobazia in Aliante - 2020
- Campionato Italiano di Acrobazia in Aliante - 2021

## Onorificenze

### 2019
- CONI - Eccellenza sportiva del territorio

### 2020
- Comune di Quarrata - Eccellenza sportiva del territorio

### 2021
- CONI - Eccellenza sportiva del territorio

### 2022
- CONI - Medaglia di bronzo per meriti sportivi